# Murina gracilis
Murina gracilis är en fladdermus i familjen läderlappar som förekommer på Taiwan.
Arten är allmänt mindre och har ett smalare kranium än andra släktmedlemmar. Den fick därför artepitet gracilis (smal). Djuret har 28,4 till 30,7 mm långa underarmar. Ovansidans päls bildas av bruna och gulaktiga hår. På undersidan förekommer istället gråa och vita hår. Typisk för arten är päls på svansflyghudens ovansida och på kanten. Enstaka ljusgråa hår finns på svansflyghudens undersida. Som andra släktmedlemmar har arten rörformiga näsborrar. Hörntänderna i överkäken är ganska små.
Denna fladdermus lever i öns bergstrakter mellan 1000 och 3000 meter över havet. Regionen är främst täckt av lövskogar och blandskogar.
Ett fåtal kända honor hade i maj eller juni kullar med en eller två ungar.
Murina gracilis hittas i olika naturskyddsområden. Troligen påverkas den av klimatförändringar. IUCN listar arten som livskraftig (LC).